# Haripur (distrikt)
Haripur (urdu: ہری پور) är ett distrikt i pakistanska provinsen Khyber Pakhtunkhwa. Administrativ huvudort är Haripur.

## Administrativ indelning
Distriktet är indelat i tre Tehsil.
- Haripur Tehsil
- Ghazi Tehsil
- Khanpur Tehsil